# Gabriel Bätzman

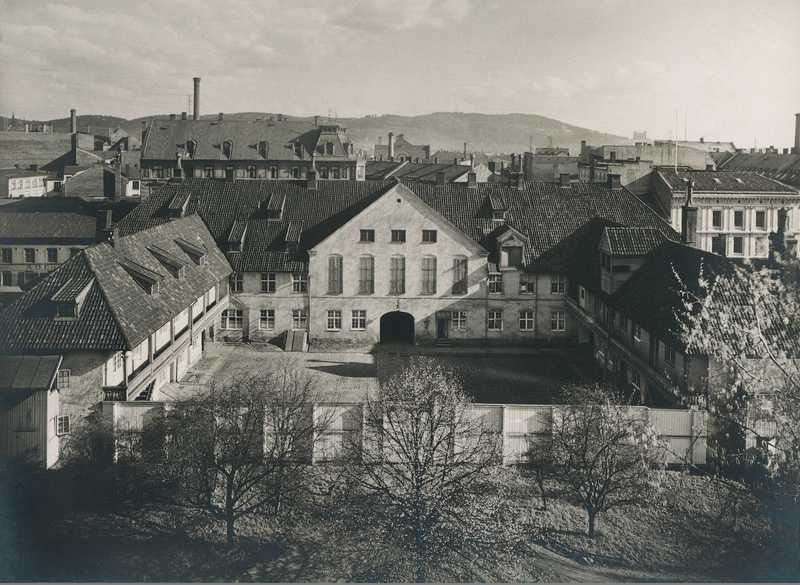
Christiania Tugt- og Manufacturhus, omkring 1910.

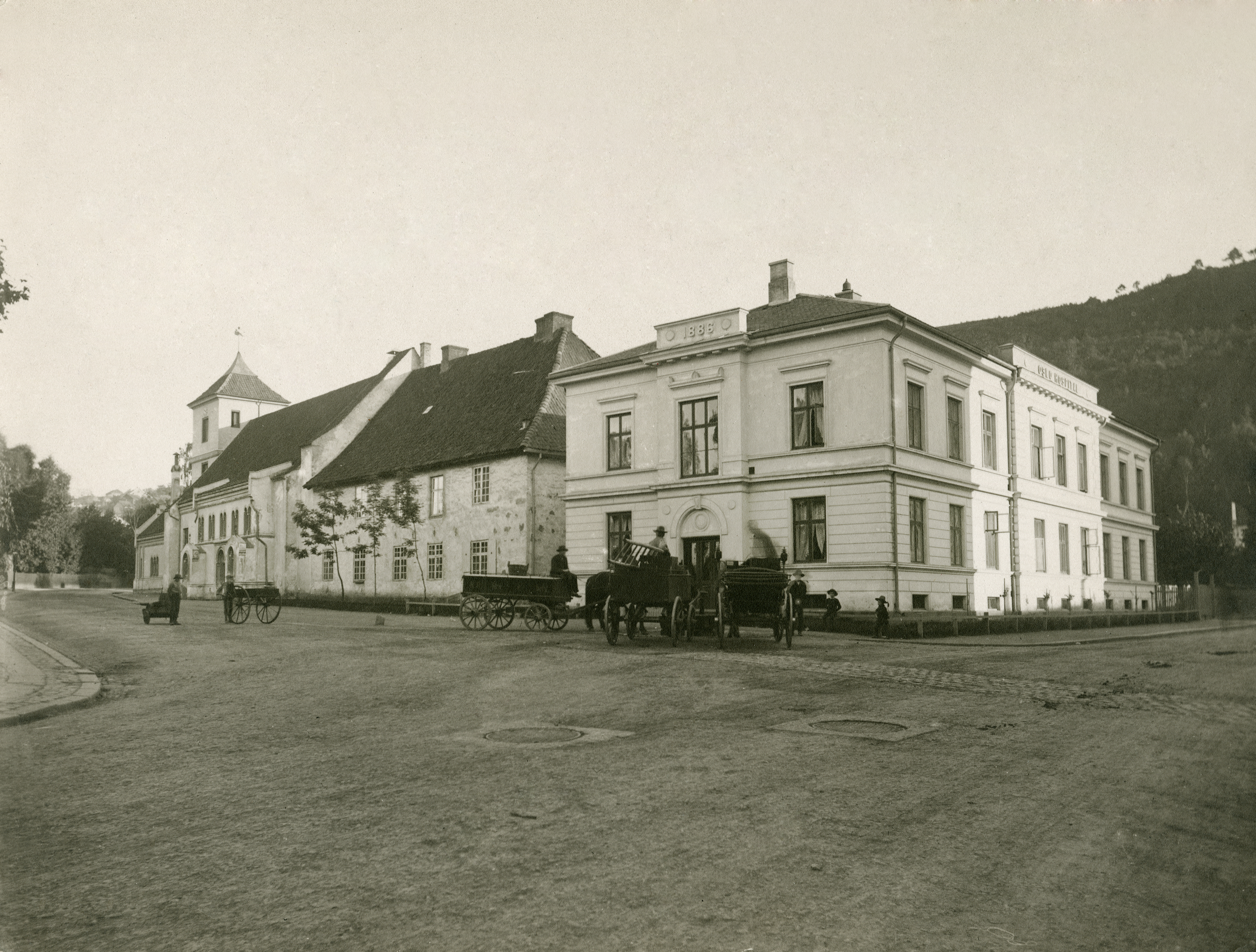
Kyrkan, Gråsteinsbygningen och Damehjemmet, okänt årtal, men efter 1888

Gabriel Bätzman, född okänt år i Tyskland, död 1744 i Norge, var en tysk byggmästare och arkitekt, som verkade i Norge.
Gabriel Bätzman var inblandad i ett flertal av det samtida Norges största byggnadsarbeten. Hans namn är känt första gången 1722, då han genomförde ett uppdrag beträffande Immanuels kirke i Halden för stiftsdirektionen i Kristiania. 
Som arkitekt är han känd för två byggnader som uppfördes i Oslo: Gråsteinsbygningen och Christiania Tugt- og Manufacturhus. Gråsteinsbygningen, eller Det nye hospital, är en sjukhusbyggnad, som uppfördes i Gamlebyen 1735–1737 och som idag är ett byggnadsminne. Tukthusset vid Storgata 33, var stadens arbets- och straffanstalt. Det togs i bruk 1741, lades ned på 1930-talet och revs 1938.
Gabriel Bätzman byggde också Kongsberg kirke i Kongsberg.